# Grypocentrus apicalis
Grypocentrus apicalis là một loài tò vò trong họ Ichneumonidae.